# Heteroherpiidae
De Heteroherpiidae is een familie van weekdieren uit de orde Sterrofustia.

## Geslacht
- Heteroherpia Salvini-Plawen, 1978